# Dasybasis nemotuberculata
Dasybasis nemotuberculata är en tvåvingeart som först beskrevs av Ricardo 1914.  Dasybasis nemotuberculata ingår i släktet Dasybasis och familjen bromsar. Inga underarter finns listade i Catalogue of Life.